# Demagogia
Demagogia é um termo de origem grega que significa "arte ou poder de conduzir o povo". É uma forma de atuação política na qual existe um claro interesse em manipular ou agradar a massa popular, incluindo promessas que muito provavelmente não serão realizadas, visando apenas à conquista do poder político e ou outras vantagens correlacionadas.
É a estratégia de condução político-ideológica, valendo-se da utilização de argumentos apelativos, emocionais ou irracionais, em vez de argumentos racionais para proveito próprio.
Em geral, a demagogia está relacionada à negativa da deliberação racional fazendo uso de uma das falhas da democracia, qual seja, manipular a maioria pelo uso de aparentes argumentos de senso comum entremeados com disjunções falaciosas, prática esta que remonta já à Grécia antiga, muito embora sem conotação negativa a princípio.
É no entanto, uma palavra que foi também usada contrariamente ao seu termo explícito, usada por radicais e como radicalismo contra os republicanos. "Começaram a prender-se aos milhares, por simples suspeitas, os republicanos. Uma horda impune e anónima fazia pelas ruas perseguições a cavalo marinho e a tiro. Homens, os mais respeitados e categorizados, foram enxovalhados e brutalizados por uma escumalha mercenária, sob as ordens e a protecção de muitas autoridades. A isto se chamou:-combate à demagogia." Uma dessas pessoas, vítimas desta brutalidade viria a ser Jaime Cortesão, republicano, combatente na primeira guerra mundial, que ainda em convalescença e retornado da frente da guerra, seria detido e ido ás grades. Escreveria da penitenciária aos 26 de Outubro de 1918, perguntando incrédulo perante a subversão a que tinha sido sujeito, finalizando com: "É esta a Mãe-Pátria?! Amigo Gratíssimo." É uma palavra que envolve por isso, muita cautela no uso da mesma, facilmente subvertida aos interesses dos que a usam.

## História
Origina-se do termo grego "δημαγωγία" (dēmagŏgíā/dɛːmägogíː.äː/), que, por sua vez, compõe-se de δῆμος (dēmos="povo, população") e ἄγωγος (agōgos="liderar, liderança"), que, na Grécia e Roma antigas referiam-se ao orador que falava em nome da população menos afortunada.
De fato, os demagogos gregos defendiam as classes mais pobres, em geral fazendo uso de violência e outros artifícios apelativos, sem restrições de ordem comum, alegando o benefício de suas próprias ações na defesa de direitos da maioria, justificando-se como tal uma oposição à aristocracia conjuntural.
No livro "A Política", Aristóteles aponta a demagogia como a corrupção da democracia assim como a tirania correspondia à corrupção da monarquia.
Posteriormente, na Idade Média e no Renascimento, o conceito vai adquirindo outras conotações, à medida que o Estado vai sendo consolidado, não raro fazendo uso dessas estratégias como forma de manipulação de massas. Maquiavel discute que o Estado é a única organização cuja ação mobiliza todos, visto que dispõe de todos os meios e bens materiais de gestão e coação. O Estado é um meio de cooptação e coerção que age sobre a sociedade e os indivíduos. Desta forma, instrumentalizar-se-ia o ato de manipulação de massas que serviriam a um propósito.
O ateniense Cléon ficou conhecido como notório demagogo por causa de três eventos descritos por Aristófanes e Tucídides.
Primeiramente, após a fracassada revolta em Mitilene, Cléon persuadiu os atenienses para realizar o abate de todos os homens da cidade, não apenas dos prisioneiros, assim como a realizar a venda das esposas e filhos como escravos. No dia seguinte, porém, os atenienses revogaram esse ato. Em segundo lugar, depois de Atenas ter derrotado completamente a frota do Peloponeso, Esparta apenas poderia pedir a paz em quaisquer termos que fossem. Cléon, porém, persuadiu os atenienses a rejeitar a oferta de paz. Em terceiro, Cléon lançou provocações aos generais atenienses, chamando-os de covardes e alegando poder levar a efeito a guerra contra a Esfactéria mesmo sem conhecimento militar.
Alcibíades é outro exemplo de demagogo. Ele convenceu o povo de Atenas para tentar conquistar a Sicília durante a Guerra do Peloponeso, com resultados desastrosos. Liderou a assembléia ateniense, utilizando-se de artifícios que lhe permitiram tornar-se comandante.
Nos tempos atuais, refere-se à demagogia de determinadas correntes políticas, quase sempre como ofensiva de caráter pessoal. Porém, se bem seja possível caracterizar o populismo direitista ou até mesmo o esquerdismo como correntes de cunho demagógico, esta é uma prática que está afeita ao ato político atual, sendo, praticamente, inerente ao ato político ocidental.
Alguns autores de ciências políticas chegam a citar novos conceitos, como demagogia digital, indo além do puro significado conotativo do termo. PONS refere também que é importante não confundir o conceito de retórica, falácia e demagogia.

## Visão aristotélica
Para Aristóteles, o que hoje denominamos demagogia, ele chamava democracia, pois tinha para si a profunda corrupção do governo popular no tempo que escreveu. E o que denominamos democracia, ele designava como politia. À monarquia denominava realeza e à tirania, chamava despotia.
Ele aponta que a demagogia seria para a democracia o que a tirania seria para a monarquia, explicando como possível dismorfia do ato altruísta da política para uma posição centrada em interesses pessoais ou grupais de forma isolada e não em conjunto, fazendo uso da lisonja e da oratória torcida e falaciosa. Porém, mesmo neste contexto, não se aponta como necessariamente negativa ou enganosa.
De fato, é comum na população em geral, discutir-se esse tipo de temática com o uso de conceitos de senso comum, mas, no contexto da obra de Aristóteles, que inspirou toda a produção posterior, a política seria "intimamente unida à moral, sendo fim último do Estado a virtude, isto é, a formação moral dos cidadãos e o conjunto dos meios necessários para isso". O Estado seria, portanto, "um organismo moral, condição e complemento da atividade moral individual e fundamento primeiro da suprema atividade contemplativa".
A Política, contudo, seria "distinta da Moral, porquanto esta teria como objetivo o indivíduo, aquela a coletividade.
A ética é a doutrina de moral individual, a política é a doutrina da moral social. Desta ciência trata Aristóteles precisamente na Política. O estado, então, é superior ao indivíduo, porquanto a coletividade é superior ao indivíduo, o bem comum superior ao bem particular. Unicamente no estado efetua-se a satisfação de todas as necessidades, pois o homem, sendo naturalmente animal social, político, não pode realizar a sua perfeição sem a sociedade do estado."
Quanto à forma exterior do estado, Aristóteles distingue três principais:
- a monarquia, que é o governo de um só, cujo caráter e valor estão na unidade, e cuja degeneração é a tirania;
- a aristocracia, que é o governo de poucos, cujo caráter e valor estão na qualidade, e cuja degeneração é a oligarquia;
- a democracia, que é o governo de muitos, cujo caráter e valor estão na liberdade, e cuja degeneração é a demagogia.

As preferências de Aristóteles vão para uma forma de república democrático-intelectual, a forma de governo clássica da Grécia, particularmente de Atenas.